# Узинкарасу
Узинкарасу́ (каз. Ұзынқарасу) — село у складі Джангельдинського району Костанайської області Казахстану. Входить до складу Кизбельського сільського округу.
Населення — 127 осіб (2021; 174 у 2009, 333 у 1999, 467 у 1989).